# Sainte-Magnance
Sainte-Magnance è un comune francese di 429 abitanti situato nel dipartimento della Yonne nella regione della Borgogna-Franca Contea.

## Società

### Evoluzione demografica
Abitanti censiti